# Hyalinobatrachium yaku
Hyalinobatrachium yaku là một loài ếch trong họ Centrolenidae. Chúng nổi bật với cơ thể trong suốt có thể nhìn thấy trái tim Chúng có chiều dài từ 0.8 tới 3 inches (2-7.5 cm) Loài này được mô tả bởi Juan Manuel Guayasamin, Diego F. Cisneros-Heredia, Ross J. Maynard, Ryan L. Lynch, Jaime Culebras và Paul S. Hamilton

## Phân bố
Chúng được tìm thấy ở Pastaza, Orellana và Napo của Ecuador, nó được phát hiện tại ba địa điểm có độ cao từ 300-350m, thuộc vùng đồng bằng Amazon ở Ecuador. Hai vị trí tìm thấy loài ếch Hyalinobatrachium yaku nằm cách khá xa nhau, khoảng 110 km. Điều này chỉ ra phạm vi sống của chúng có thể vượt xa địa điểm các mẫu vật được tìm thấy. Hiện, hoạt động của con người có thể là mối đe dọa nghiêm trọng đối với nhóm động vật lưỡng cư này. Những kế hoạch liên bang ở Ecuador nhằm mở rộng hoạt động khai thác dầu đang làm ô nhiễm nguồn nước, ảnh hưởng nghiêm trọng đến môi trường sống của ếch.

## Đặc điểm
Chiều dài cơ thể của ếch này khoảng 21mm, trong đó phần đầu chiếm 37%. Những con ếch trưởng thành có màu xanh lục hoặc xanh hơi vàng với các đốm màu vàng. Phần lưng của chúng hiện rõ vô số chấm nhỏ màu xanh đậm. Đây là đặc điểm hiếm có của loài ếch này. H.yaku là loài ếch sống trên cây nên rất khó phát hiện. Loài ếch mới có phần da dưới bụng trong suốt, để lộ trái tim nhỏ màu đỏ sẫm dễ nhìn thấy từ bên ngoài. Một con ếch thủy tinh trưởng thành Hyalinobatrachium yaku có cơ thể gần như trong suốt. Lớp da của ếch thủy tinh dường như trong suốt, cho phép nhìn thấy rõ nhiều cơ quan bên trong cơ thể chúng.
Chỉ hai loài ếch thủy tinh có trái tim nhìn thấy được qua da như ếch Hyalinobatrachium yaku, nhưng phân tích DNA cho thấy chúng không phải là họ hàng gần của Hyalinobatrachium yaku. Việc phân biệt các loài ếch trong chi Hyalinobatrachium là một thách thức lớn do chúng khá tương đồng về mặt thể chất. Trong trường hợp của H.yaku, tiếng kêu đặc biệt và những chấm màu xanh đậm trên đầu của nó giúp nhận biết đây là một loài mới. Hyalinobatrachium yaku có quan hệ họ hàng gần nhất với Hyalinobatrachium pellucidum. 